# José Carlos Cracco Neto
José Carlos Cracco Neto (Paranavaí, 16 de maio de 1994), mais conhecido como Zeca, é um futebolista brasileiro que atua como lateral-direito ou lateral-esquerdo. Atualmente joga no Coritiba.

## Carreira

### Categorias de base
Nascido em Paranavaí no Paraná, Zeca se juntou a base do Santos em 2006, com 11 anos de idade.

### Santos
Em 9 de março de 2014, Zeca fez sua estreia na equipe principal do Santos entrando em uma partida contra o Oeste, válida pelo Campeonato Paulista. O jogador estreou na Série A do Campeonato Brasileiro no dia 11 de maio de 2015, atuando no segundo tempo da vitória fora de casa por 2–0 contra o Figueirense.
Em 26 de outubro de 2017, depois de brigar com torcedores em um aeroporto, Zeca entrou com uma ação contra o Santos, alegando um atraso de pagamentos. Apesar de ter o direito de assinar com outro clube no dia 1 de dezembro, o Santos entrou com recurso para impedir a saída do jogador em uma transferência gratuita.

### Internacional
Em 19 de abril de 2018, o Santos anunciou a conclusão da troca envolvendo a ida de Zeca ao Internacional, que em troca cedeu Eduardo Sasha ao Santos em definitivo.

### Bahia
Foi emprestado ao Bahia em 12 de janeiro de 2020, numa troca com o também lateral Moisés. Fez apenas 19 partidas pelo clube e não brilhou.

### Vasco da Gama
Em março de 2021, Zeca assinou um contrato de um ano com o Vasco da Gama.
Devido sua irregularidade, não teve seu contrato renovado para o ano seguinte. Ao todo foram 46 jogos durante sua passagem no Vasco da Gama.

### Houston Dynamo
Em 10 de fevereiro de 2022, Zeca foi anunciado como novo reforço do Houston Dynamo, dos Estados Unidos, para jogar a MLS. O lateral assinou o contrato por um ano, com opção de renovação por mais duas temporadas.
Em 2022, ele atuou 21 vezes, sendo 13 como titular, não marcou gols e deu uma assistência.

### Vitória
Em 29 de dezembro de 2022, o lateral foi anunciado como reforço do Vitória.
Pelo clube, foi capitão do time e um dos símbolos do título da Série B, em 2023.
O lateral manteve a importância no início de 2024, onde foi titular absoluto na campanha do título baiano e levantou o seu segundo troféu pelo Vitória. Porém, no Brasileirão, ficou em baixa e vaiado por torcedores, assim, em maio, acertou a rescisão de contrato e deixou o clube.
Ao todo, Zeca fez 65 jogos pelo Vitória, com dois gols marcados e cinco assistências.

### Mirassol
No dia 27 junho de 2024, o Mirassol anunciou a contratação de Zeca. O jogador assinou contrato até dezembro de 2025 com o Leão do Interior.
Em 28 de fevereiro de 2025, o jogador teve a rescisão de contrato publicada no Boletim Informativo Diário (BID) da CBF, assim não integrando mais o elenco do Leão.

### Coritiba
Em 24 de março de 2025, o Coritiba anunciou a contratação de Zeca. O lateral chega ao Coxa com contrato válido até o fim da Série B de 2025.

## Seleção Brasileira

### Sub-23
Zeca foi convocado para a Seleção Brasileira Olímpica para disputa de dois amistosos, contra a República Dominicana e contra o Haiti.
Na manhã do dia 29 de junho de 2016, o técnico da seleção olímpica do Brasil, Rogério Micale, convocou Zeca para disputar os Jogos Olímpicos do Rio de Janeiro.
No dia 20 de agosto de 2016, juntamente com a seleção olímpica sagrou-se campeão, com a medalha até então inédita para o Brasil, sendo um dos destaques do elenco.

## Estatísticas
Até 19 de maio de 2022.

### Clubes
| Clube             | Temporada         | Campeonato nacional | Campeonato nacional | Campeonato nacional | Copa nacional[a] | Copa nacional[a] | Copa nacional[a] | Competições continentais[b] | Competições continentais[b] | Competições continentais[b] | Outros torneios[c] | Outros torneios[c] | Outros torneios[c] | Total | Total | Total   |
| Clube             | Temporada         | Jogos               | Gols                | Assist.             | Jogos            | Gols             | Assist.          | Jogos                       | Gols                        | Assist.                     | Jogos              | Gols               | Assist.            | Jogos | Gols  | Assist. |
| ----------------- | ----------------- | ------------------- | ------------------- | ------------------- | ---------------- | ---------------- | ---------------- | --------------------------- | --------------------------- | --------------------------- | ------------------ | ------------------ | ------------------ | ----- | ----- | ------- |
| Santos            | 2014              | 15                  | 0                   | 1                   | 2                | 0                | 0                | —                           | —                           | —                           | 1                  | 0                  | 0                  | 18    | 0     | 1       |
| Santos            | 2015              | 22                  | 0                   | 4                   | 10               | 0                | 1                | —                           | —                           | —                           | 3                  | 0                  | 0                  | 35    | 0     | 5       |
| Santos            | 2016              | 31                  | 3                   | 0                   | 4                | 0                | 1                | —                           | —                           | —                           | 18                 | 1                  | 1                  | 53    | 4     | 2       |
| Santos            | 2017              | 14                  | 0                   | 1                   | —                | —                | —                | 6                           | 0                           | 0                           | 11                 | 0                  | 0                  | 31    | 0     | 1       |
| Santos            | Total             | 82                  | 3                   | 6                   | 16               | 0                | 2                | 6                           | 0                           | 0                           | 33                 | 1                  | 1                  | 137   | 4     | 9       |
| Internacional     | 2018              | 19                  | 0                   | 1                   | —                | —                | —                | —                           | —                           | —                           | —                  | —                  | —                  | 19    | 0     | 1       |
| Internacional     | 2019              | 19                  | 0                   | 1                   | 2                | 0                | 0                | 7                           | 0                           | 0                           | 9                  | 0                  | 0                  | 37    | 0     | 1       |
| Internacional     | Total             | 38                  | 0                   | 2                   | 2                | 0                | 0                | 7                           | 0                           | 0                           | 9                  | 0                  | 0                  | 56    | 0     | 2       |
| Bahia             | 2020              | 11                  | 1                   | 0                   | 0                | 0                | 0                | 1                           | 0                           | 0                           | 7                  | 0                  | 0                  | 19    | 1     | 0       |
| Bahia             | Total             | 11                  | 1                   | 0                   | 0                | 0                | 0                | 1                           | 0                           | 0                           | 7                  | 0                  | 0                  | 19    | 1     | 0       |
| Vasco da Gama     | 2021              | 29                  | 0                   | 3                   | 6                | 0                | 0                | —                           | —                           | —                           | 11                 | 1                  | 1                  | 46    | 1     | 4       |
| Vasco da Gama     | Total             | 29                  | 0                   | 3                   | 6                | 0                | 0                | 0                           | 0                           | 0                           | 11                 | 1                  | 1                  | 46    | 1     | 4       |
| Total na carreira | Total na carreira | 160                 | 4                   | 11                  | 24               | 0                | 2                | 14                          | 0                           | 0                           | 60                 | 2                  | 2                  | 258   | 6     | 15      |

- a. ^ Jogos da Copa do Brasil
- b. ^ Jogos da Copa Sul-Americana
- c. ^ Jogos do Campeonato Paulista, Campeonato Gaúcho, Campeonato Baiano, Copa do Nordeste e Campeonato Carioca.

### Seleção Brasileira
Abaixo estão listados todos jogos e gols do futebolista pela Seleção Brasileira, desde as categorias de base. Abaixo da tabela, clique em expandir para ver a lista detalhada dos jogos de acordo com a categoria selecionada.
Sub-23 (Olímpica)
| Ano   |       |      |         |       |
| Ano   | Jogos | Gols | Assist. | Média |
| ----- | ----- | ---- | ------- | ----- |
| 2015  | 1     | 0    | 0       | 0     |
| 2016  | 8     | 0    | 0       | 0     |
| Total | 9     | 0    | 0       | 0     |

## Títulos

### Categorias de base
Santos
- Copa São Paulo de Futebol Júnior: 2013 e 2014
- Copa do Brasil Sub-20: 2013

### Profissional
Santos
- Campeonato Paulista: 2015 e 2016

Bahia
- Campeonato Baiano: 2020

Vasco da Gama
- Taça Rio: 2021

Vitória
- Campeonato Brasileiro - Série B: 2023
- Campeonato Baiano: 2024

Seleção Brasileira
- Jogos Olímpicos: 2016

### Prêmios individuais
- Seleção do Campeonato Paulista: 2016
- Seleção do Campeonato Baiano: 2024